# Shire of Irwin
Shire of Irwin is een Local Government Area (LGA) in de regio Mid West in West-Australië. Shire of Irwin telde 3.680 inwoners in 2021. De hoofdplaats is Dongara.

## Geschiedenis
Op 24 januari 1871 werd het Irwin Road District opgericht. Op 23 juni 1961 werd het Irwin Road District de Shire of Irwin.

## Beschrijving
De Shire of Irwin is meer dan 2.300 km² groot. Het ligt in de regio Mid West, ongeveer 360 kilometer ten noorden van de West-Australische hoofdstad Perth. Het telde 3.680 inwoners in 2021.

## Plaatsen, dorpen en lokaliteiten
- Dongara
- Allanooka
- Arrowsmith
- Bookara
- Port Denison
- Springfield
- Yardarino

## Bevolkingsaantal
| Jaar | Bevolkingsaantal |
| ---- | ---------------- |
| 1933 | 555              |
| 1947 | 465              |
| 1954 | 611              |
| 1961 | 657              |
| 1966 | 810              |
| 1971 | 941              |
| 1976 | 1.196            |
| 1981 | 1.578            |
| 1986 | 1.905            |
| 1991 | 2.100            |
| 1996 | 2.433            |
| 2001 | 2.810            |
| 2006 | 3.052            |
| 2011 | 3.567            |
| 2016 | 3.569            |
| 2021 | 3.680            |